# Chester (Maryland)
Chester is een plaats (census-designated place) in de Amerikaanse staat Maryland, en valt bestuurlijk gezien onder Queen Anne's County.

## Demografie
Bij de volkstelling in 2000 werd het aantal inwoners vastgesteld op 3723.

## Geografie
Volgens het United States Census Bureau beslaat de plaats een oppervlakte van
18,2 km², waarvan 13,7 km² land en 4,5 km² water.

## Plaatsen in de nabije omgeving
De onderstaande figuur toont nabijgelegen plaatsen in een straal van 16 km rond Chester.